# Erythmelus verticillatus
Erythmelus verticillatus är en stekelart som beskrevs av Alejandro Ogloblin 1934. Erythmelus verticillatus ingår i släktet Erythmelus och familjen dvärgsteklar. Inga underarter finns listade i Catalogue of Life.